# Liudmila Pankova
Liudmila Pankova –en bielorruso, Людміла Панкова– (25 de marzo de 1997) es una deportista bielorrusa que compite en halterofilia. Ganó una medalla de bronce en el Campeonato Europeo de Halterofilia de 2017, en la categoría de 53 kg.

## Palmarés internacional
| Campeonato Europeo | Campeonato Europeo | Campeonato Europeo | Campeonato Europeo |
| Año                | Lugar              | Medalla            | Categoría          |
| ------------------ | ------------------ | ------------------ | ------------------ |
| 2017               | Split (Croacia)    | Medalla de bronce  | 53 kg              |